# Gravat d'ions reactius profunds

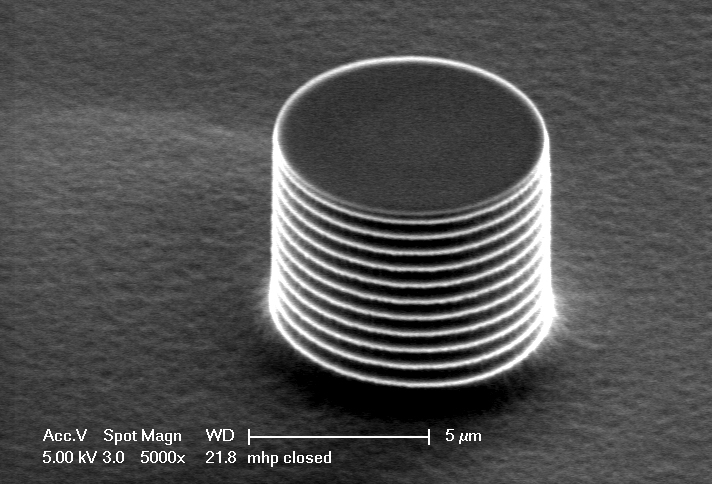
Un micropilar de silici fabricat mitjançant el procés Bosch.

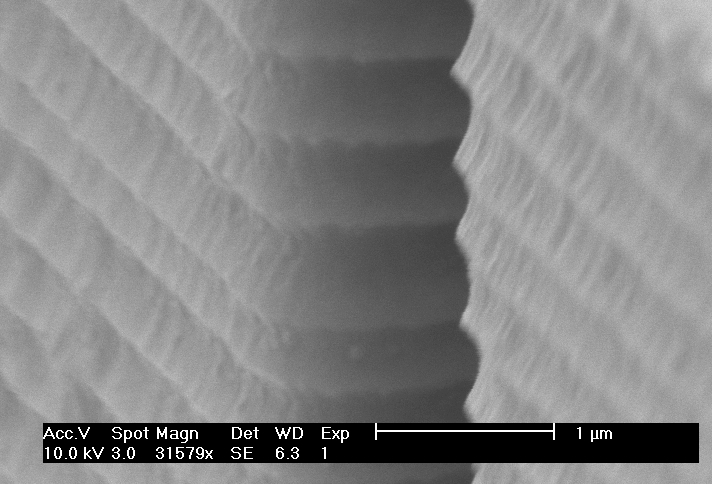
Paret lateral ondulada d'una estructura de silici creada amb el procés Bosch.

El gravat d'ions reactius profunds (DRIE) és un procés de gravat altament anisotròpic que s'utilitza per crear una penetració profunda, forats de costats escarpats i rases en oblies/substrats, normalment amb altes relacions d'aspecte. Va ser desenvolupat per a sistemes microelectromecànics (MEMS), que requereixen aquestes característiques, però també s'utilitza per excavar rases per a condensadors d'alta densitat per a DRAM i, més recentment, per crear a través de vias de silici (TSV) en tecnologia avançada d'envasament a nivell d'oblies 3D. A DRIE, el substrat es col·loca dins d'un reactor i s'introdueixen diversos gasos. Un plasma és colpejat a la mescla de gasos que trenca les molècules de gas en ions. Els ions s'acceleren cap a la superfície del material que s'està gravant i reaccionen amb ella, formant un altre element gasós. Això es coneix com la part química del gravat d'ions reactius. També hi ha una part física, si els ions tenen prou energia, poden treure àtoms del material a gravar sense reacció química.
DRIE és una subclasse especial de RIE.
Hi ha dues tecnologies principals per a DRIE d'alta taxa: criogènica i Bosch, tot i que el procés Bosch és l'única tècnica de producció reconeguda. Tant els processos de Bosch com els criològics poden fabricar parets de 90° (veritablement verticals), però sovint les parets són lleugerament afilades, per exemple, 88° ("reentrant") o 92° ("retrògrads").

## Procés criogènic
En el DRIE criogènic, l'hòstia es refreda a -110 °C (163ºK). La baixa temperatura frena la reacció química que produeix un gravat isòtrop. Tanmateix, els ions continuen bombardejant superfícies cap amunt i gravant-les. Aquest procés produeix rases amb parets laterals molt verticals. Els principals problemes amb el cryo-DRIE és que les màscares estàndard dels substrats s'esquerden sota el fred extrem, a més dels subproductes del gravat tenen tendència a dipositar-se a la superfície freda més propera, és a dir, el substrat o elèctrode.

## Procés Bosch
El procés de Bosch, que rep el nom de l'empresa alemanya Robert Bosch GmbH que va patentar el procés, també conegut com a gravat polsat o multiplexat en el temps, alterna repetidament entre dos modes. per aconseguir estructures gairebé verticals:
1. Un gravat amb plasma estàndard, gairebé isòtrop. El plasma conté alguns ions, que ataquen l'hòstia des d'una direcció gairebé vertical. L'hexafluorur de sofre [SF6] s'utilitza sovint per al silici.
2. Deposició d'una capa de passivació químicament inert. (Per exemple, el gas d'origen octafluorociclobutà [C4F8] produeix una substància similar al tefló).

## Aplicacions
- als circuits de memòria DRAM, les trinxeres de condensadors poden ser de 10 a 20 µm de profunditat,
- a MEMS, DRIE s'utilitza per a qualsevol cosa des d'uns pocs micròmetres fins a 0,5 mm.
- en daus de xips irregulars, DRIE s'utilitza amb una nova màscara híbrida suau/dura per aconseguir un gravat submil·límetre per tallar matrius de silici en peces semblants a lego amb formes irregulars.[7][8][9]
- en electrònica flexible, DRIE s'utilitza per fer flexibles els dispositius CMOS monolítics tradicionals reduint el gruix dels substrats de silici a pocs o desenes de micròmetres.[10][11] [6[12][13][14][15]